# Svend Aage Rask
Svend Aage Rask (ur. 14 lipca 1935 w Odense, zm. 29 czerwca 2020) – duński piłkarz grający podczas kariery na pozycji bramkarza.

## Kariera klubowa
Całą karierę piłkarską Svend Aage Rask spędził w klubie Boldklubben 1909. Z Odense zdobył mistrzostwo Danii w 1959 i 1964 oraz Puchar Danii w 1962.

## Kariera reprezentacyjna
Jedyny raz w reprezentacji Danii Rask wystąpił 1 lipca 1969 w wygranym 6-0 towarzyskim meczu z Bermudami. W 1964 był w kadrze na Puchar Narodów Europy, na którym Dania zajęła ostatnie, czwarte miejsce.